# Sant’Emerenziana a Tor Fiorenza

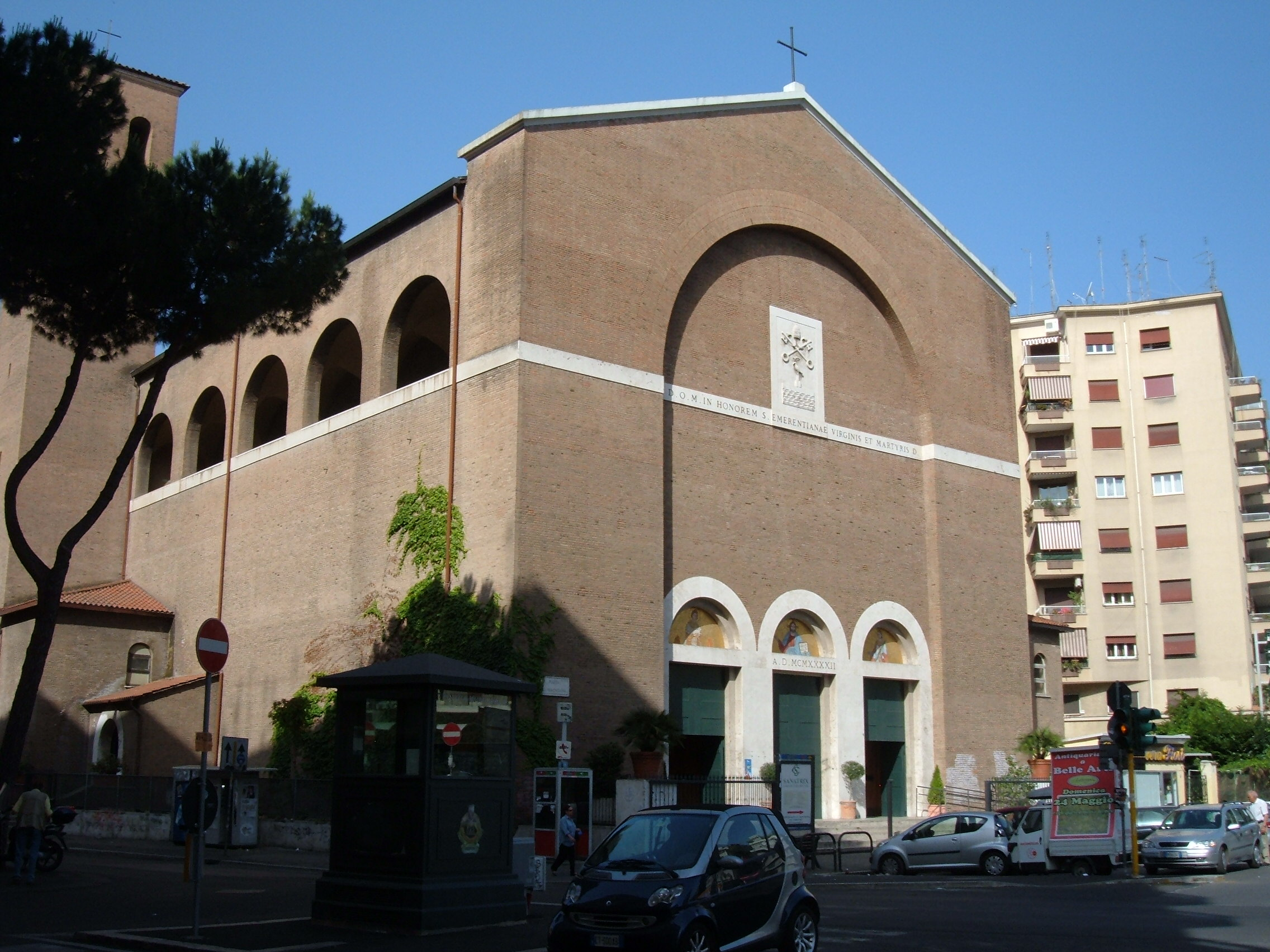

Die Titelkirche Sant’Emerenziana a Tor Fiorenza (lateinisch: Sanctae Emerentianae ad locum vulgo “Tor Fiorenza”) ist eine römisch-katholische Kirche an der Via Boccea im Stadtteil Trieste im Norden Roms.

## Überblick
Die Pfarrgemeinde wurde am 25. November 1942 durch Kardinalvikar Francesco Marchetti Selvaggiani gegründet und die Kirche am 28. November 1942 geweiht. Papst Paul VI. erhob die Kirche am 5. März 1973 zur Titelkirche der römisch-katholischen Kirche. Namenspatron ist die Heilige Emerentiana.
Die Fassade hat drei Türen, die von Travertin-Marmor eingerahmt werden. Die Kirche hat drei Schiffe, die durch Säulen getrennt sind mit sechs Seitenkapellen. Die Apsis ist von einem großen Mosaik dominiert, erstellt von dem Franziskaner Belluno Ugolino.
Die Kirche befindet sich an der Via Lucrino 53 im römischen Quartier Trieste.

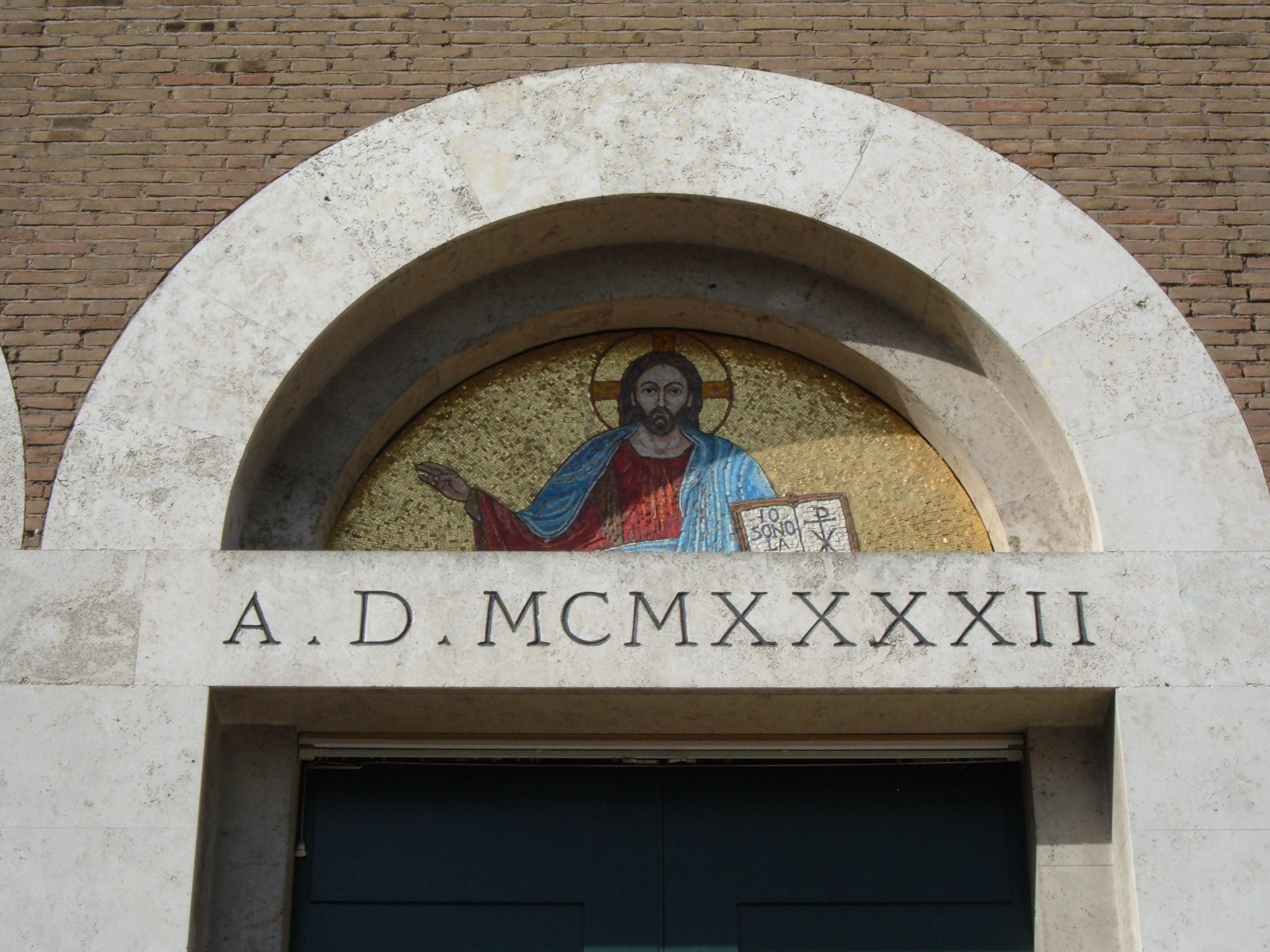
Eingangstor
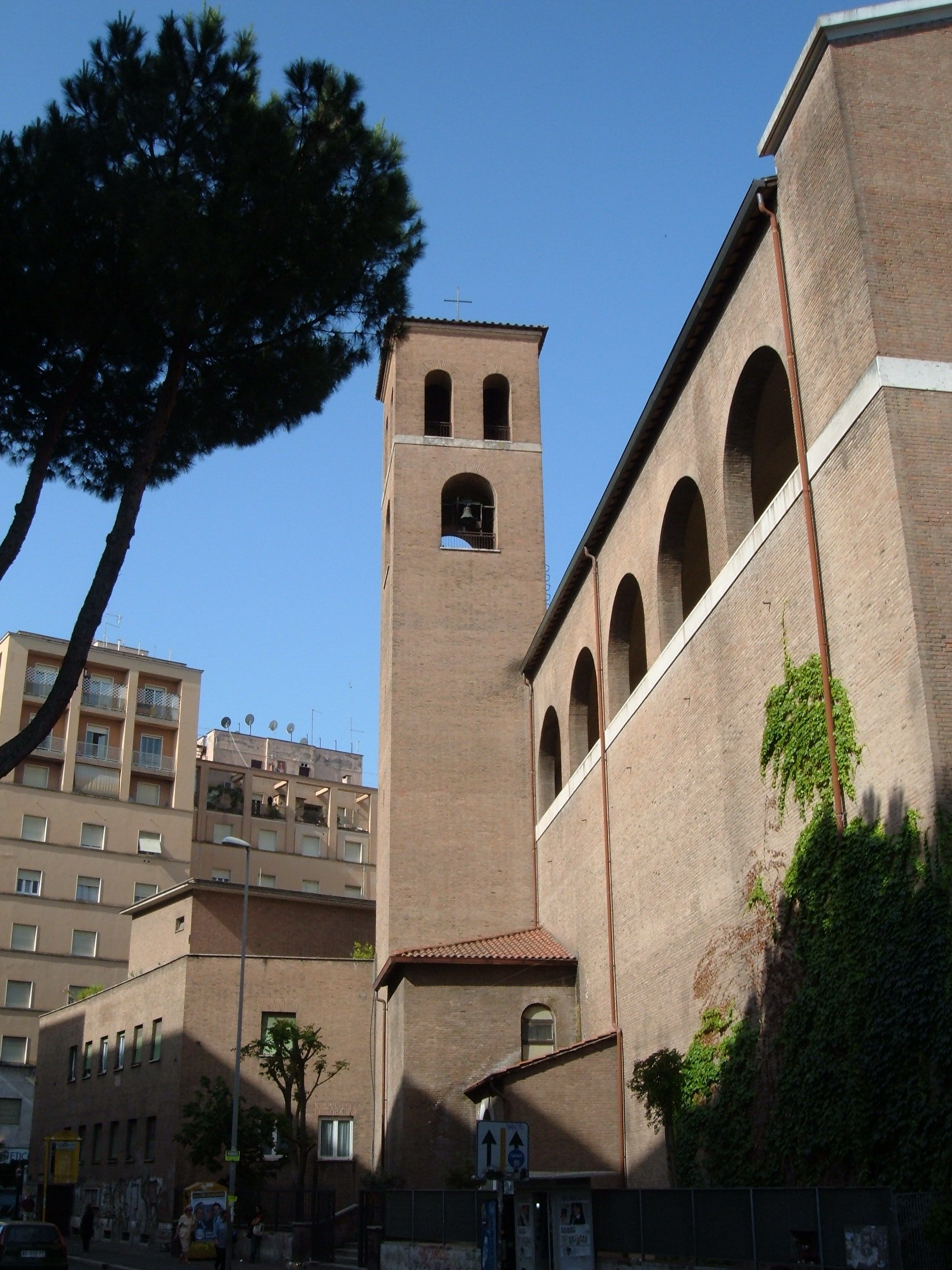
Längsfassade mit Turm
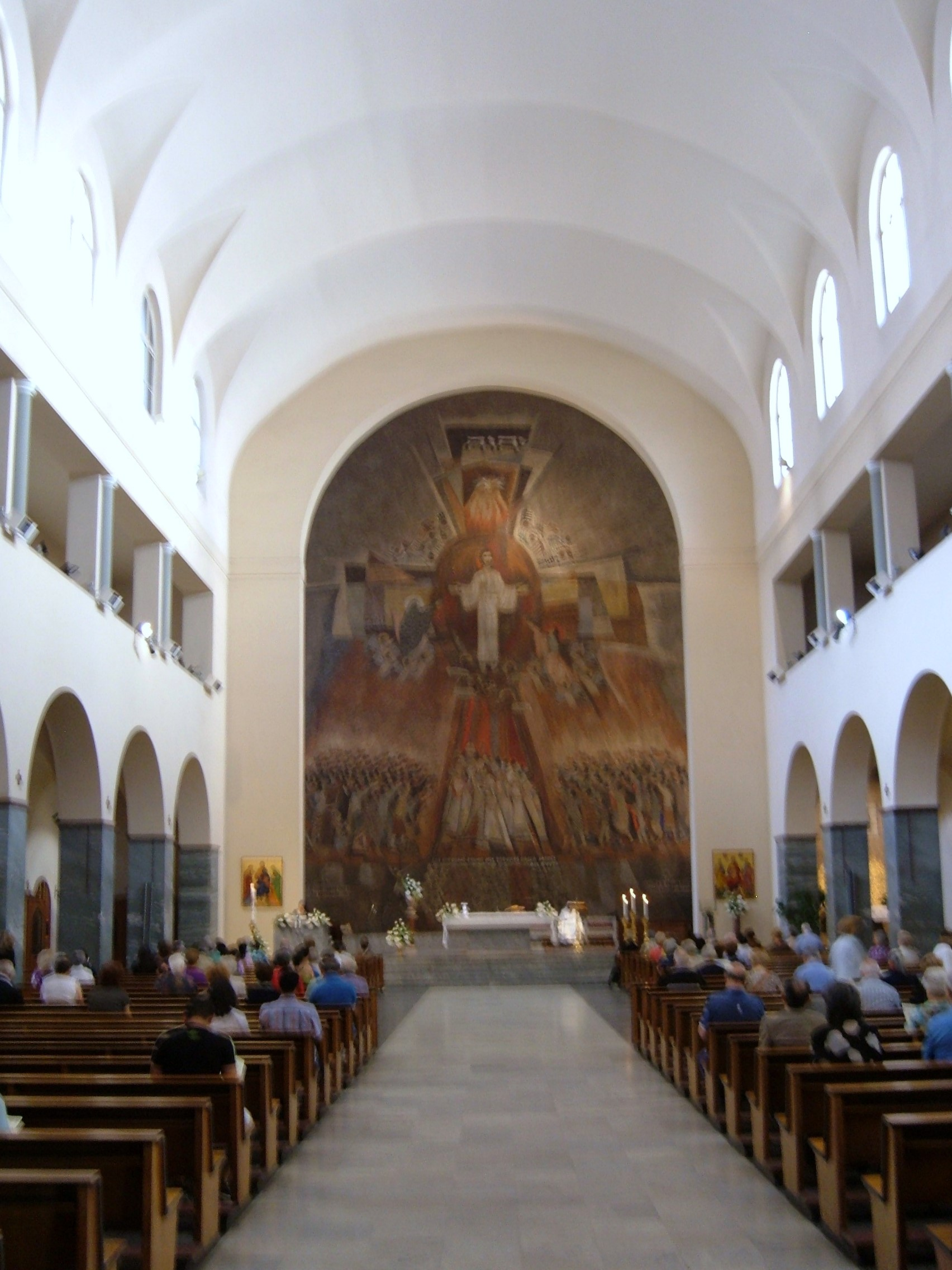
Innenraum mit Altar

## Kardinalpriester
- José Salazar López (1973–1991)
- Peter Seiichi Shirayanagi (1994–2009)
- Medardo Joseph Mazombwe (2010–2013)
- Jean-Pierre Kutwa, seit 22. Februar 2014